# Piroclasto

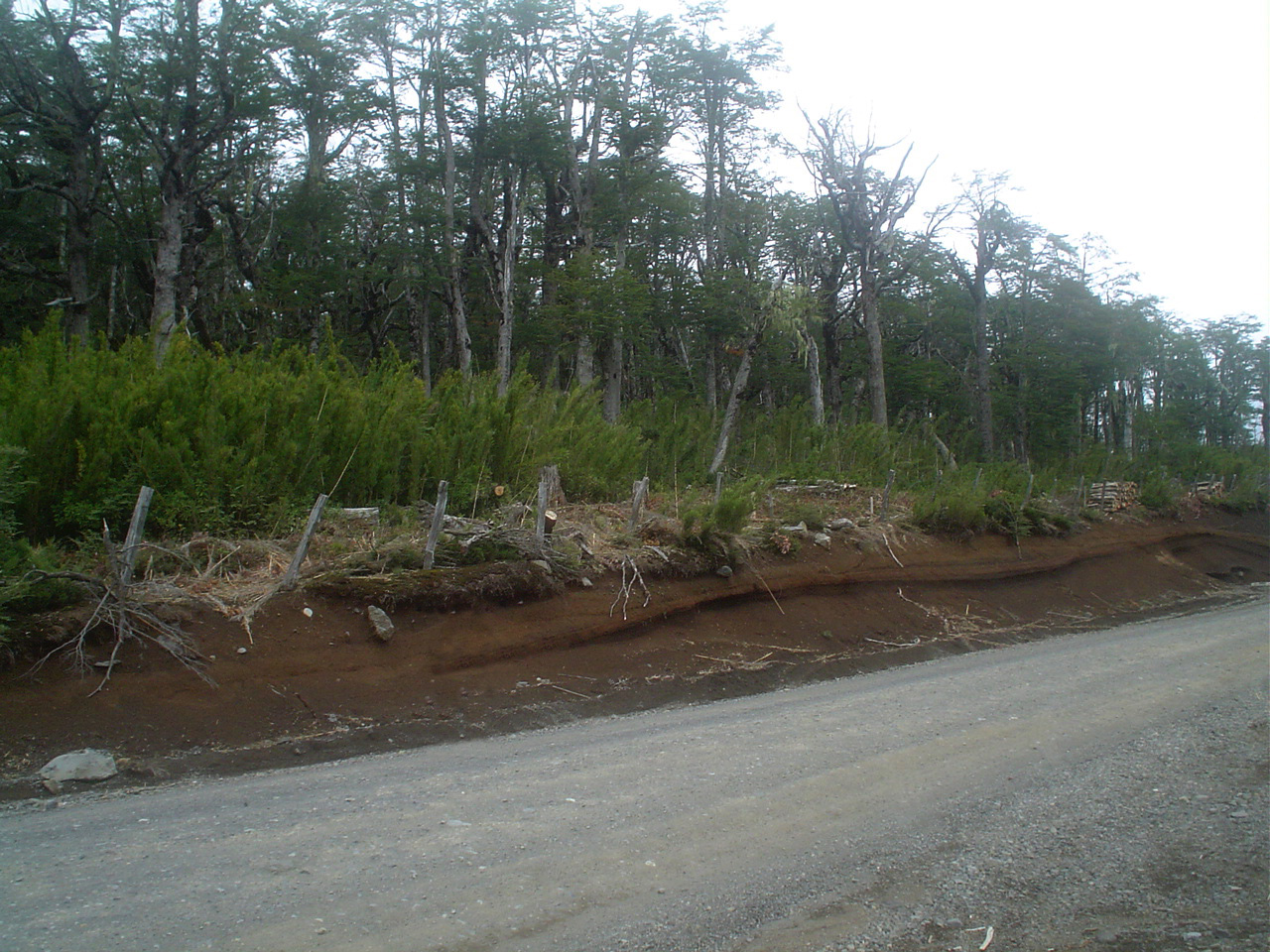
Capas de tefra expuestas en el camino hacia la base del volcán Villarrica en el parque nacional Villarrica.

Se llama piroclasto (del griego πῦρ pyr ‘fuego’ y κλαστός klastós ‘roto’) o tefra (del griego τέφρα, "ceniza") a cualquier fragmento sólido de material volcánico expulsado a través de la columna eruptiva arrojado al aire durante una erupción volcánica. Petrológicamente, los piroclastos son fragmentos de roca ígnea volcánica solidificados en algún momento de la erupción, más frecuentemente durante su recorrido aéreo. En sentido estricto, el término tefra alude a un conjunto de tamaños de fragmento (ceniza y lapilli); se distingue así, por ejemplo, una bomba volcánica de la tefra (en sentido estricto), aun cuando en sentido amplio una bomba volcánica es un tamaño de tefra.
La tefra volcánica consiste en una extensa variedad de partículas de roca volcánica, incluyendo cristales de distintos minerales, rocas de todo tipo, piedra pómez, etc.

## Descripción

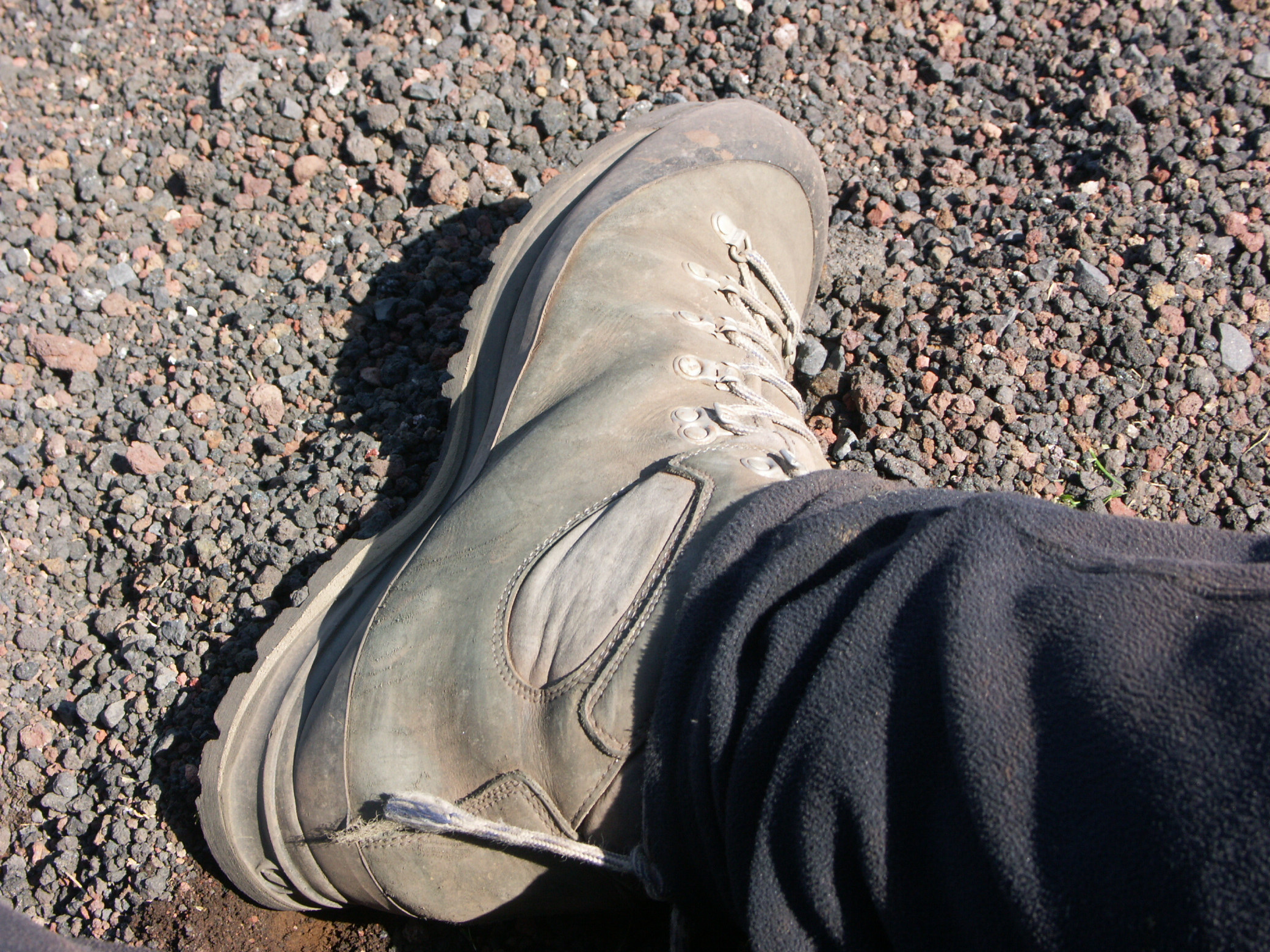
Tefra, producto de la erupción del volcán Eldfell, en Heimaey, Vestmannaeyjar, Islandia.

Se trata de magma que se fragmenta, se expulsa y distribuye por el viento en forma de material suelto (a estos fragmentos, sueltos o compactados, de los que se compone se les denomina, propiamente, piroclastos, que, cuando su tamaño es mínimo, se convierten en ceniza).
En erupciones violentas, la tefra puede ser llevada a las altas capas de la atmósfera siendo transportadas por el viento y depositándose a miles de kilómetros.
La lluvia de tefra constituye el peligro directo de mayor alcance derivado de la erupciones volcánicas; puede provocar casos de:
- enterramientos;
- formación de una suspensión de partículas de grano fino en el agua y aire;
- transporte de gases nocivos, ácidos, sales y, en las cercanías, calor;
- incendios.

Las partículas que están en suspensión pueden entrar a las turbinas de los aviones en vuelo generando detención de los mismos y accidentes.

## Tipos de piroclastos

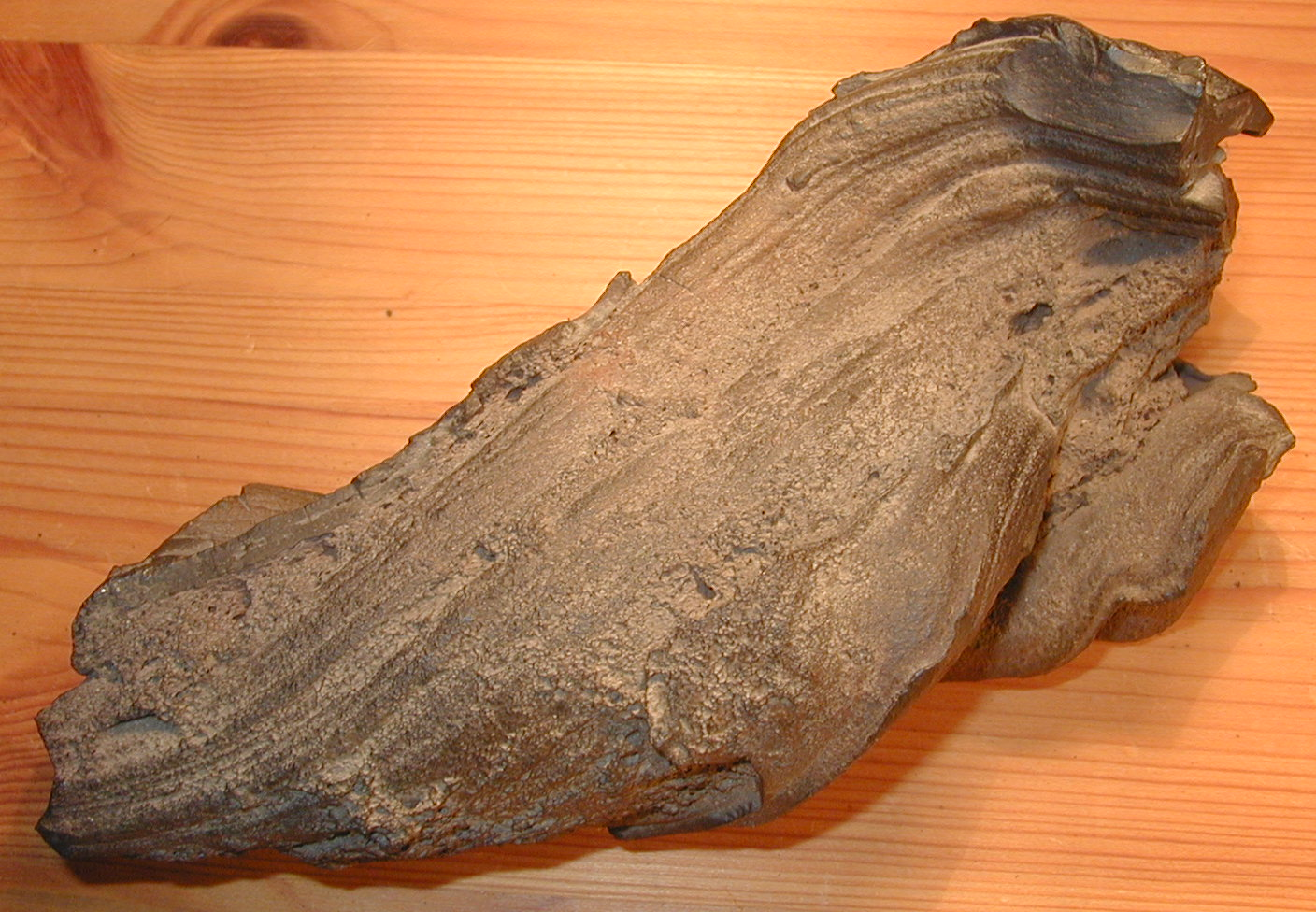
Bomba volcánica encontrada en el campo de lava del monte Hekla, Islandia.

La tefra seca y no compactada tiene densidades que varían entre 0.4-0.7 g/cm3; la tefra húmeda y compactada alcanza valores de densidad de hasta 1 g/cm3. En el sentido amplio del término, los piroclastos pueden tener tamaños muy variados, desde metros a µm (micrómetros, millonésimas de metro).
Los fragmentos de tefra se clasifican por el tamaño de las partículas que la forman, se distinguen clásicamente tres categorías:
- Ceniza - Partículas de menos de 2 mm de diámetro. Pueden ser microscópicas.
- Lapilli - Término de origen italiano, plural, (el singular sería lapillo). Se trata de fragmentos de entre 2 y 64 mm.
- Escorias volcánicas - Fragmento de lava solidificada que puede alcanzar un tamaño más grande que el lapili, pero menos que una bomba volcánica.
- Bombas volcánicas - Fragmentos de más de 64 mm de diámetro.

Las partículas piroclásticas más pequeñas, las cenizas de menor tamaño, pueden ascender con el movimiento convectivo de los gases y el aire calientes que forman la pluma volcánica, pudiendo llegar a la estratosfera, desde la que, gracias al viento, puede facilitar el lento viaje a regiones muy remotas.
Los piroclastos más grandes se acumulan por gravedad en el área circundante del cráter y van construyendo el cono volcánico, según la modalidad de vulcanismo, a medias o no con coladas de lava. Cuando alternan los dos tipos de emisión se forman conos estratificados, donde alternan capas de cenizas, poco coherentes, con otras de roca dura derivada de la solidificación.

## Rocas piroclásticas
Se llama rocas piroclásticas a las formadas por agregación de piroclastos; por ejemplo, la toba volcánica, formado por cenizas, o las ignimbritas, formadas por fragmentos heterogéneos arrastrados por flujo piroclástico. Las rocas piroclásticas son clasificadas entre las ígneas volcánicas, de acuerdo a su composición; pero por la forma en que se depositan, en estratos, presentan rasgos y propiedades más característicos de las rocas sedimentarias.